# 琉球臨時中央政府

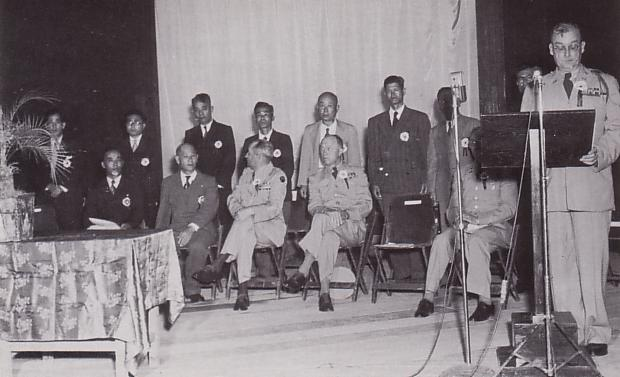
琉球臨時中央政府の任命式

琉球臨時中央政府（りゅうきゅうりんじちゅうおうせいふ、Ryukyu Provisional Central Government）は、1951年4月1日に琉球列島米国民政府によって沖縄に設立された暫定的統治機構である。
「行政主席」「立法院」の名称は、「臨時中央政府の設立（米国民政府布告第3号）」に記された「Chief Executive」「Legislature」のそれぞれの訳語として、この時に定められた。
翌1952年4月1日に琉球政府が発足したことにより、発展的解消した。

## 行政
行政権は行政主席に属するとされ、臨時琉球諮詢委員会委員長だった比嘉秀平が任命された。行政副主席には泉有平が任命された。
行政府は局制が採られ、14局が設けられた。

### 局一覧
- 行政主席事務局（後に行政主席官房に改称）
- 行政主席情報局
- 行政主席統計局
- 総務局
- 財政局
- 法務局
- 資源局
- 商工局
- 工務局
- 運輸局
- 郵政局
- 厚生局
- 文教局
- 警察局

## 立法
立法権は立法院に属し、9人の立法院参議（米国民政府による任命制）によって構成された。
立法院議長は、アメリカ上院に倣って行政副主席が兼任した。

### 参議一覧
- 叶義盛（奄美群島）
- 田畑正剛（奄美群島）
- 冨名腰尚武（沖縄群島）
- 城間盛善（沖縄群島）
- 嘉陽安春（沖縄群島）
- 松田賀哲（沖縄群島）
- 吉元榮光（沖縄群島）
- 嵩原重夫（宮古群島）
- 大濱國浩（八重山群島）

## 司法
司法権は琉球民裁判所（琉球上訴裁判所、巡回裁判所、治安裁判所）に属し、米国民政府によって琉球上訴裁判所首席判事に当間重剛が任命された。
巡回裁判所、治安裁判所の判事は群島知事が任命した。